# Bijltjesoproer
Het Bijltjesoproer, ook wel Kattenburgoproer genoemd, verwijst naar de opstand op 30 mei 1787 van Amsterdamse scheepstimmerlieden tegen de Patriotsgezinde regenten van de stad. Deze arbeiders hadden als bijnaam 'de Bijltjes' (naar hun belangrijkste gereedschap); vandaar de naam 'Bijltjesoproer'.
Er was aan het eind van de achttiende eeuw een sterke tegenstelling tussen de Orangisten, die wilden vasthouden aan de historische positie van het Huis van Oranje, en de patriotten, waarvan de staatsgezinden een onderdeel vormden. De Amsterdamse scheepstimmerlieden waren sterk Oranjegezind. Anderzijds groeide de aanhang van de Patriottenbeweging sterk sinds 1780, begonnen zij zich in 1783 te bewapenen en slaagden erin de macht te grijpen in verschillende steden in Nederland, zoals Utrecht. Het land balanceerde op het randje van een burgeroorlog en in september 1786 vonden er twee korte schermutselingen plaats in de stadjes Hattem en Elburg, die kort bezet werden door Patriotten en spoedig heroverd door troepen trouw aan stadhouder Willem V van Oranje. Op 9 mei 1787 vond de eerste open veldslag plaats bij Jutphaas in de provincie Utrecht, die eindigde in een Patriotse zege. Dit deed de spanningen tussen de twee facties in rap tempo in de hele Republiek escaleren.
Enkele weken later kwamen de Orangistische Kattenburgers in opstand tegen de Patriotsgezinde regenten van Amsterdam. De dag waarop deze opstand bloedig de kop werd ingedrukt, is bekend komen te staan als Bijltjesdag.
De alternatieve benaming "Kattenburgoproer" verwijst naar Kattenburg, de Amsterdamse buurt waar de scheepstimmerwerven gevestigd waren. Volgens het Etymologisch Woordenboek van het Nederlands (EWN) waren het niet alleen de scheepstimmerlieden die in opstand kwamen, maar "de bijzonder Oranjegezinde bewoners van Kattenburg" in het algemeen.